# Australoechus resplendens
Australoechus resplendens är en tvåvingeart som först beskrevs av Hesse 1961.  Australoechus resplendens ingår i släktet Australoechus och familjen svävflugor. Inga underarter finns listade i Catalogue of Life.